# 포르투 포도주
포르투 포도주(포르투갈어: vinho do Porto 비뉴 두 포르투[*]) 또는 포트 와인(영어: port wine)은 포르투갈 북부의 도루 포도주 산지에서 생산되는 강화 포도주이다. 도루 포도로 만들어 빌라노바드가이아에서 숙성하지만 "포르투 포도주"로 알려진 것은, 17세기 후반에 항구도시인 포르투에서 전 세계로 수출되었기 때문이다.
생산지, 기후와 포도 품종 외에도 발효 상태가 포르투 포도주를 다른 포도주와 구분 짓는데, 발효 초기(2~3일)에 아구아르덴트 비니카(포도주를 증류해 얻은 술; 도수 77° 정도)를 넣어 발효를 중지시킨다. 포도의 당분이 전부 알코올로 분해되지 않기 때문에 자연히 단맛이 나고, 알코올 도수가 다른 포도주보다 강하다(19~22°). 발효가 중지된 포르투 포도주는 통에 담겨 "카브(cave, 영어: lodge 로지[*])"라 불리는 저장고에서 숙성된 뒤 병에 담긴다.
포르투 포도주는 크게 브랑쿠(branco), 루비(ruby), 토니(tawny) 세 종류로 나눌 수 있다.

## 이름
포르투갈어 "포르투(porto)"와 영어 "포트(port)" 모두 "항구"를 뜻한다.
도루 지역에서 생산된 포도주가 17세기 후반에 도루강 하구에 있는 항구도시인 포르투(Porto)에서 전 세계로 수출되었기 때문에 "포르투 포도주"로 알려지게 되었다.
포르투갈 외에도 남아프리카 공화국, 미국, 아르헨티나, 오스트레일리아, 인도, 캐나다, 프랑스 등에서 비슷한 방식의 강화 포도주를 만들지만, 유럽 연합의 원산지 명칭 보호 제도 아래에서는 오직 포르투갈에서 생산된 포도주만 "포트(port)"나 "포르투(Porto)"라 이름 붙일 수 있다. 미국에서는 포르투갈에서 생산되지 않은 포도주도 "포트(port)"라는 이름을 쓸 수 있지만, "포르투(Porto)"나 "오포르투(Oporto; 포르투의 영어식 이름)" 또는 "비뉴 두 포르투(vinho do Porto)" 등의 이름은 포르투갈에서 생산된 포도주만을 가리킬 수 있다.

## 역사

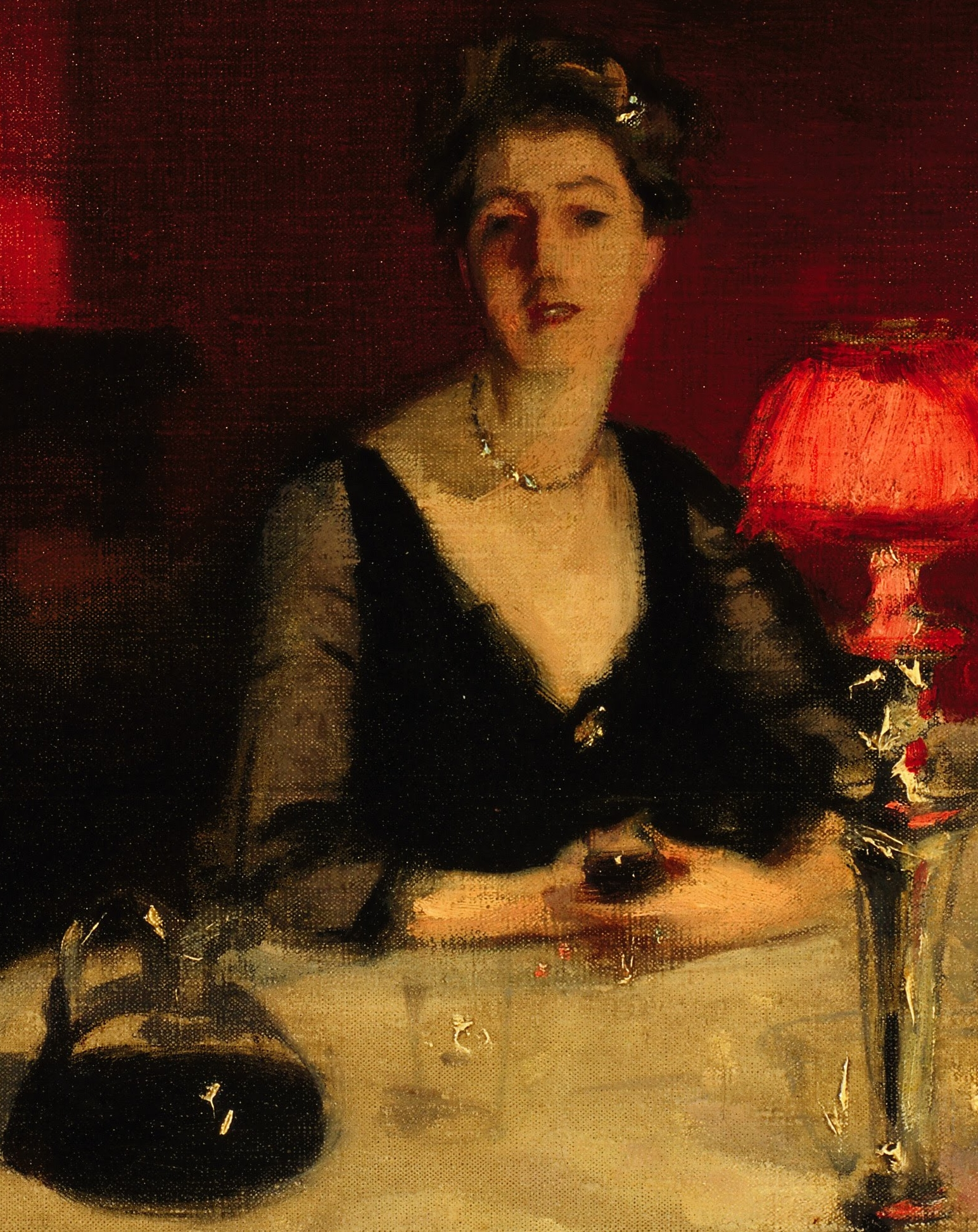
존 싱어 사전트. 1884년. 〈유리잔의 포르투〉.

마르케스 드 폼발 시기인 1756년에 포도주 품질 관리를 위해 알투 도루 포도주 농장 종합 회사(C.G.A.V.A.D.)가 설립되었으며, 이때 지정된 도루 포도주 산지는 이탈리아의 키안티 포도주 산지(1716년)와 헝가리의 토커이 포도주 산지(1730년)에 이어 세 번째로 보호된 포도주 산지이다.
크로프트 사 등 영국 기업들이 포르투 포도주를 처음 수출하기 시작했다. 1703년에 포르투갈과 영국이 체결한 머슈언 조약에 따라 포르투 포도주가 낮은 관세로 수입되면서, 프랑스와의 전쟁 때문에 프랑스산 포도주를 마시지 못했던 영국에서 포르투 포도주가 크게 유명해졌다. 영국 생산자들은 17세기에 영국 상인들이 도루 지역 포도주가 시어지는 것을 막기 위해 브랜디를 넣은 것이 포르투 포도주의 시작이라 주장하지만, 그 방법은 포르투갈이 영국과 무역을 시작하기 전에도 이미 잘 알려져 있었다. 대항해시대 때 이미, 긴 항해 동안 포도주를 오래 보관하기 위해 같은 방법이 쓰였다.
잘 알려진 영국 회사로 굴드 캠벨(Gould Campbell), 그레이엄(Graham), 다우(Dow), 바러(Warre), 브로드벤트(Broadbent), 샌더먼(Sandeman), 오즈번(Osborne), 오플리(Offley), 콕번(Cockburn), 크로프트(Croft), 테일러(Taylor) 등이, 네덜란드와 독일 회사로 니포르트(Niepoort)와 부르메스터(Burmester) 등이 있다. 포르투갈 회사 가운데서는 페헤이라(Ferreira)와 킨타 두 크라스투(Quinta do Crasto)가 잘 알려져 있으며, 페헤이라는 1952년부터 "바르카 벨랴(Barca Velha)"를 판매하기 시작했고, 킨타 두 크라스투가 1990년대 초반에 그 뒤를 이었다.

## 생산

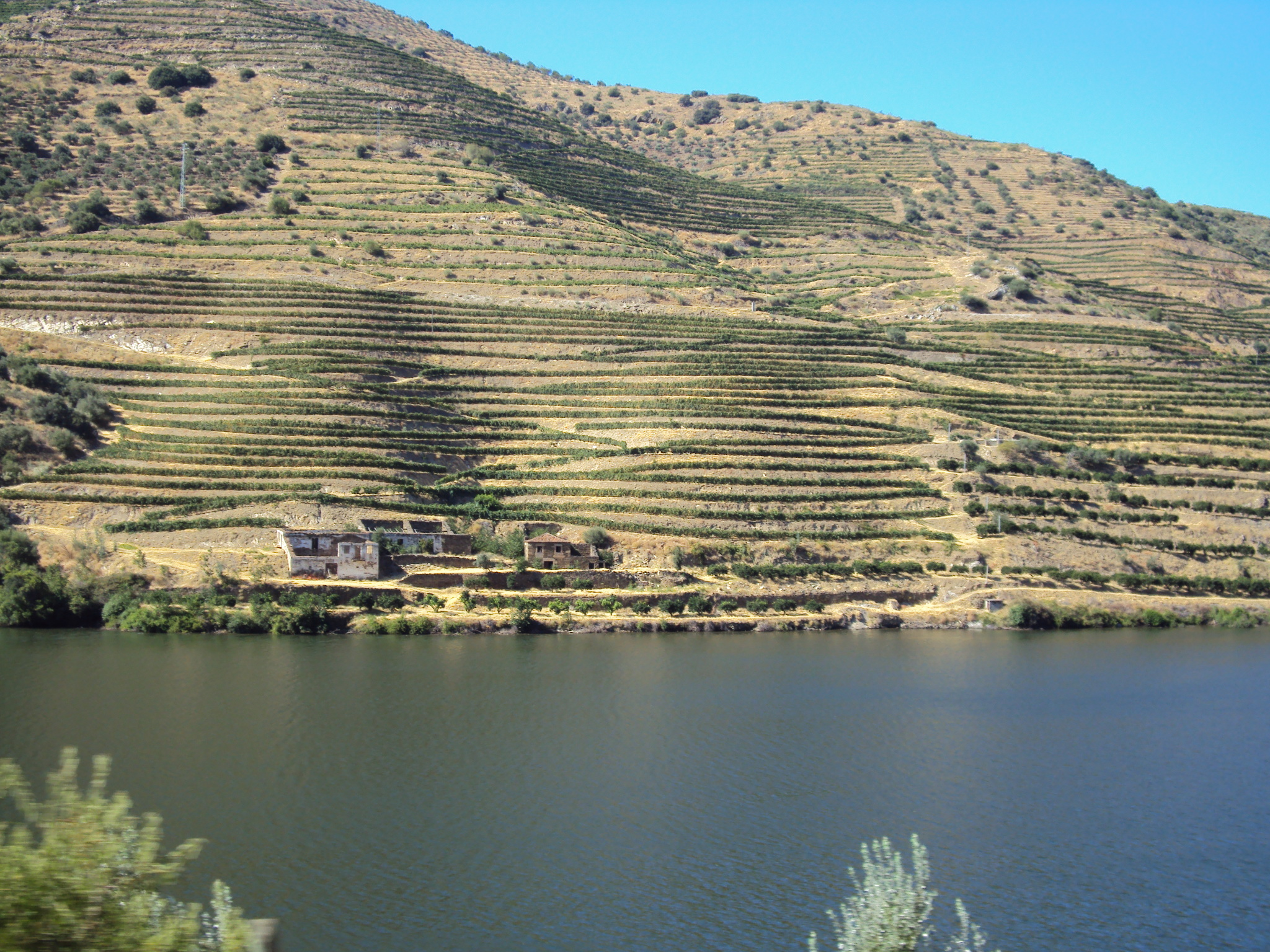
도루강과 계단식 포도밭

도루 포도주 산지는 포르투에서 동쪽으로 100km 정도 떨어져 있는데, 페주다헤구아와 피냥 등이 주요 생산거점이지만 더 동쪽에서도 몇몇 좋은 포도주가 생산된다. 도루강 유역은 올리브, 아몬드 및 포르투 포도주에 쓰이는 포도가 자라는 데 적합한 미기후(microclimate)를 보인다. 포르투 포도주 생산의 거점으로 여겨지는 피냥과 상주앙다페스케이라 근처 지역에는 "킨타(quinta)"라 불리는 계단식 포도밭이 펼쳐져 있다.

### 포도 재배지
도루강 유역의 포도 재배지는 선캄브리아기 편암과 화강암으로 이루어져 있다. 포르투에서 동쪽으로 약 70km 정도 떨어진 바르케이루스를 시작으로, 거의 스페인 접경 지역까지 동쪽으로 이어지는 이 지역은 마랑산맥 덕분에 대서양의 영향에서 비교적 자유롭다.
김덕칠
도루 포도주 산지는 크게 바이슈 코르구(Baixo Corgo) 지구, 시마 코르구(Cima Corgo) 지구와 도루 수페리오르(Douro Superior) 지구로 나눌 수 있다.
- 바이슈 코르구 – 가장 서쪽에 있는 지구로, 도루 포도주 산지의 51%를 구성한다. 도루강 오른쪽으로는 바르케이루스부터 코르구강(페주다헤구아)까지, 왼쪽으로는 바호부터 테미로부스강(아르마마르)까지에 이르며, 중심지는 페주다헤구아이다. 연평균 강수량이 900mm 정도이며, 세 지구 중 연평균 기온이 가장 낮다. 이곳에서 재배된 포도는 저가 루비와 토니 포도주를 생산하는 데 쓰인다.[5]
- 시마 코르구 – 바이슈 코르구의 동쪽 경계부터 발레이라폭포까지에 이르며, 도루 포도주 산지 면적의 36%를 차지한다. 중심지는 피냥이며, 여름 평균 기온이 바이슈 코르구보다 약간 더 높고 연평균 강수량은 200mm 이하이다. 이곳에서 재배된 포도는 빈티지, 헤제르바(reserva, 영어: reserve 리저브[*]), 숙성 토니, LBV(late bottled vintage; 레이트 보틀드 빈티지) 등 고품질 포도주를 생산하는 데 쓰인다.[5]
- 도루 수페리오르 – 가장 동쪽에 있는 지구로, 시마 코르구의 동쪽 경계부터 스페인 접경 지역 근처까지 이어진다. 도루 포도주 산지의 13% 정도로, 포도 재배량도 가장 적다. 발레이라폭포의 급류를 거슬러 통항하기 쉽지 않기 때문이다. 가장 건조하고 따뜻한 지역이며, 지형이 비교적 평평해 향후 기계화를 통해 대규모 포도 재배가 가능할 수도 있다.[5]

### 포도 품종

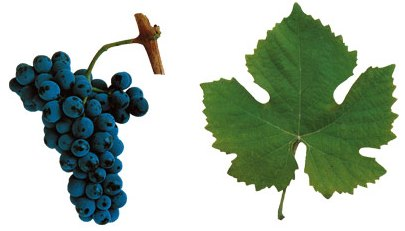
토리가 나시오날

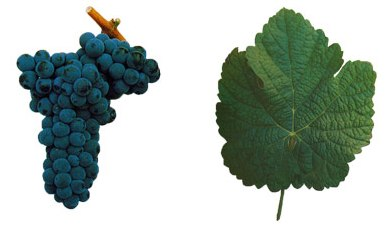
토리가 프란세자

포르투 포도주를 만드는 데 100개가 넘는 포도 품종이 쓰일 수 있지만, 실제로는 틴타 바호카(Tinta Barroca), 틴타 캉(Tinta Cão), 틴타 호리스(Tinta Roriz), 토리가 프란세자(Touriga Francesa), 토리가 나시오날(Touriga Nacional) 다섯 개 품종이 주로 재배된다. 토리가 나시오날이 가장 품질 좋은 포르투 포도주를 만드는 데 쓰이는 품종이라 여겨지지만, 기르기 까다롭고 수확량이 많지 않아 토리가 프란세자가 가장 널리 재배된다. 포르투 백포도주는 포르투 적포도주와 같은 방식으로 양조 되는데, 다만 청포도 품종(돈젤리뉴 브랑쿠, 이즈가나 캉, 폴가장, 고베이우, 말바지아 피나, 하비가투, 비오지뉴)이 쓰인다. 단일 품종 포도로 포르투 포도주를 양조하려는 시도도 있었지만, 현재 포르투 포도주는 모두 여러 가지 포도 품종을 블렌딩해 양조 된다. 필록세라 진드기 사태 이후 포도나무 대다수가 다른 뿌리와 접붙이기해 재배되고 있지만, 킨타 드 노발(Quinta do Noval)에서는 1925년부터  가장 값비싼 빈티지 포르투 포도주를 만드는 데 쓰이는 접목하지 않은 포도를 기르고 있다.
포르투 포도주 생산에 쓰이는 포도는 알갱이가 작고 단단하여 여운이 길고 강하며, 오래 숙성하는 데 적합하다. 포르투갈에서 생산되는 포르투 포도주는 포르투포도주기구(Instituto do Vinho do Porto)가 엄격하게 관리하지만, 다른 지역에서 "포트"라는 이름으로 생산하는 포도주용으로는 여러 가지 포도 품종이 쓰일 수 있다.

### 판매
2013년에 포르투 포도주 약 870만 병이 약 4억 990만 달러에 판매되었으며, 이는 전년 대비 3.6% 하락한 수치이다. 포르투 포도주의 판매량은 감소세를 보이기 시작한 2005년부터 2013년까지 16% 줄었는데, 이는 제조 시 사용되는 술 가격 상승에 따른 포르투 포도주 가격 상승 및 일반 포도주의 알코올 함량 증가 추세 때문으로 추정된다. 2014년 기준 포르투갈의 대표 포르투 포도주 제조사는 칼렝(Cálem)으로, 연간 약 260만 병을 판매하고 있다.

### 운송

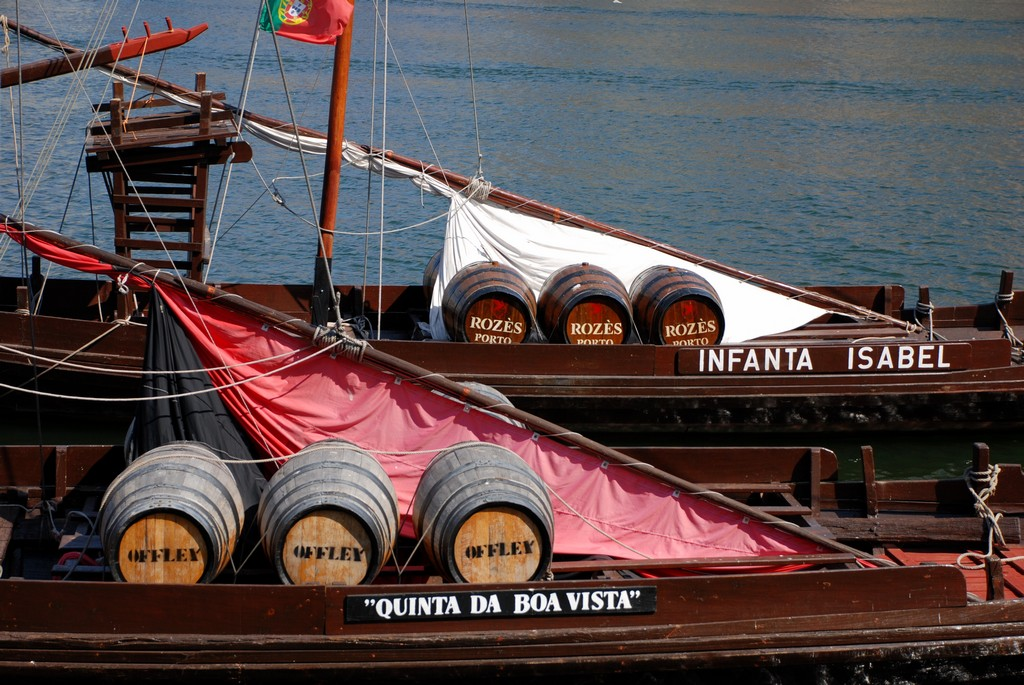
나란히 포르투 포도주를 운송하는 바르쿠 헤벨루 두 대

포르투 포도주를 만드는 데 쓰이는 포도는 도루 포도주 산지에서 재배되지만, 1986년까지 포르투갈 제2의 항구인 포르투 근교 빌라노바드가이아를 통해서만 수출이 이루어졌다. 전통적으로 바르쿠 헤벨루(barco rebelo)라 불리는 바닥이 평평한 배에 실어 강 하구까지 운송한 뒤 가공해 보관했는데, 1950~60년대에 강줄기를 따라 수력 발전용 댐이 지어지면서 이러한 전통적 운송 방식이 사라지게 되었다. 지금은 포도 생산지에서 탱크트럭에 실어 운반하며, 바르쿠 헤벨루는 경주나 전시 목적으로만 쓰이게 되었다.

## 특성
포르투 포도주는 강화하지 않은 포도주보다 진하고 달며 알코올 함량이 높다. 이는 포도주 발효 과정 중에 아구아르덴트 비니카(증류포도주)를 첨가하는 강화를 통해 모든 당분이 알코올 성분으로 분해되기 전에 발효를 멈추기 때문인데, 그 결과 알코올 함량은 19~20%가 된다.
유럽에서 포르투 포도주는 식전주로 낸다. 영미권에서 포르투 적포도주는 디저트 와인으로 분류해 식후주로 내는 경우가 많으며, 치즈, 견과류, 초콜릿 등을 곁들여 먹는다. 포르투 토니나 포르투 백포도주는 식전주로 내기도 한다.

## 분류

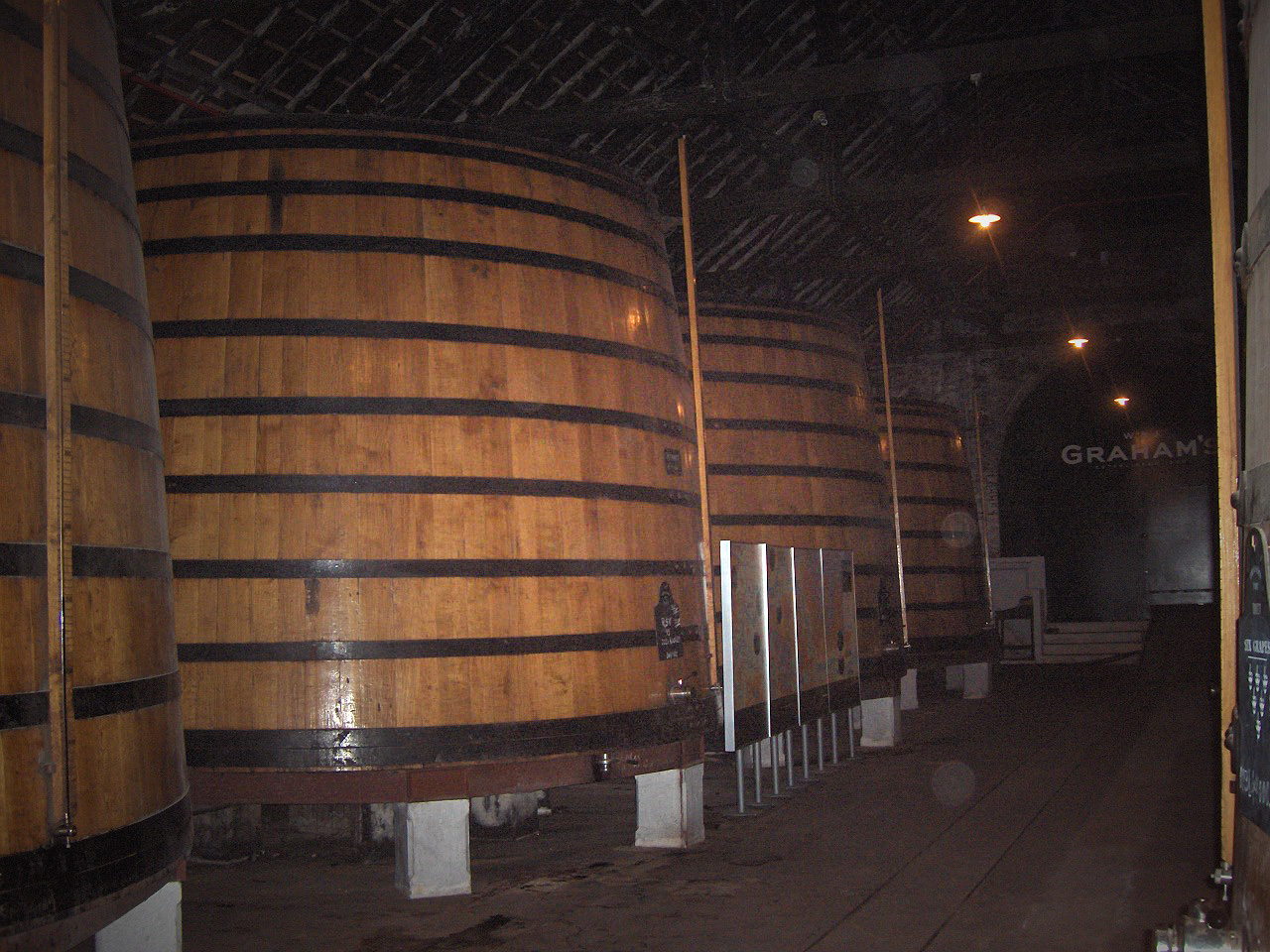
2만L급 발세이루, 그레이엄

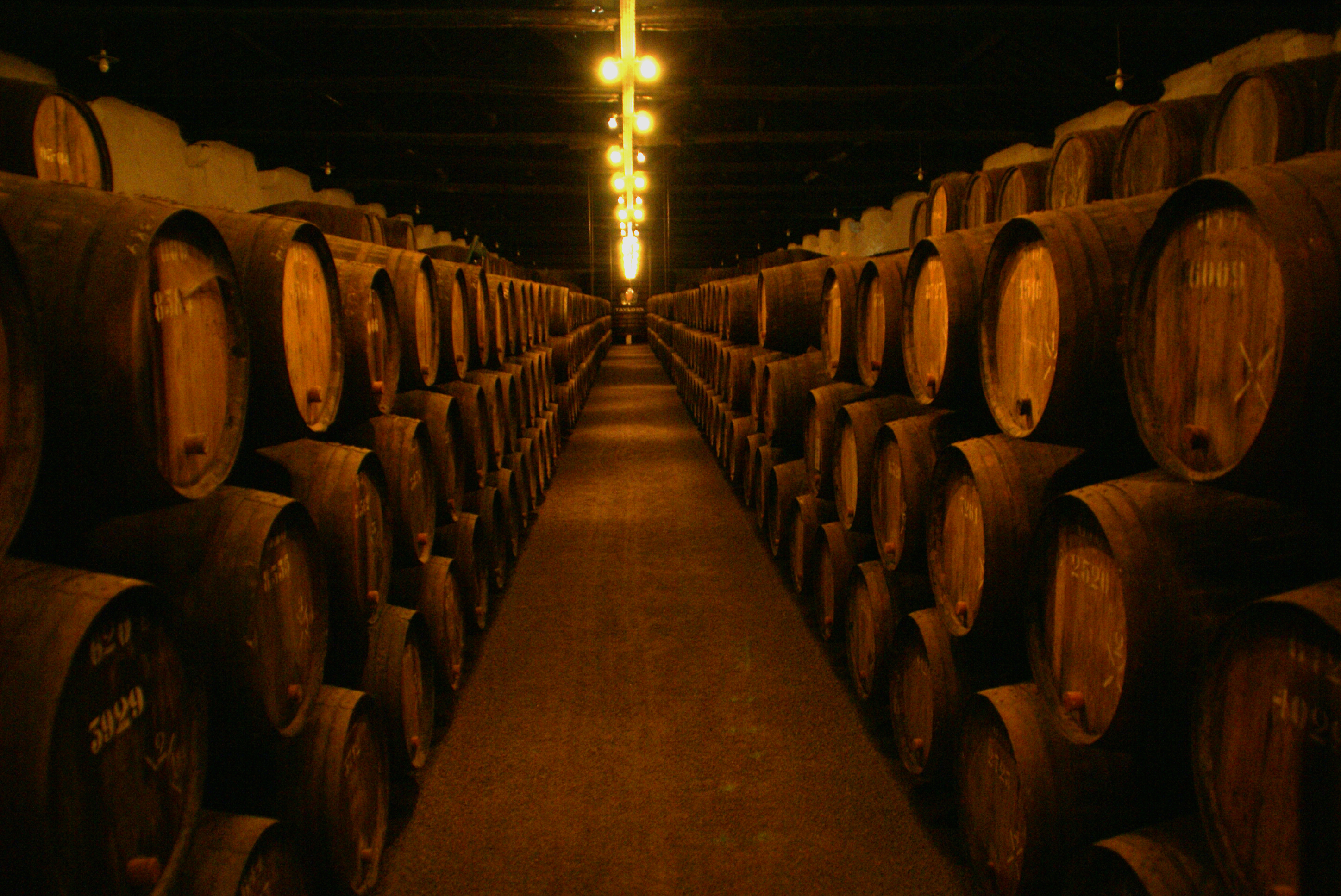
550L급 오크통, 테일러

포르투 포도주는 크게 두 가지로 분류할 수 있다.
- 유리병에 담은 뒤 숙성하는 포도주: 공기와의 접촉 없이 "환원" 숙성을 거친다. 색이 아주 천천히 변하며, 타닌이 적고 더 부드럽다.
- 나무 배럴에서 숙성한 포도주: 배럴의 미세한 구멍으로 적은 양이지만 산소가 들어와, "산화" 숙성을 거친다. 색이 비교적 빨리 변하며, 증발("천사의 몫")로 인해 양이 줄어들고 비교적 점성이 있다.

포르투·도루 포도주 연구소(Instituto dos Vinhos do Douro e Porto)는 포르투 포도주를 일반 포르투 포도주와 특별 범주(Categorias Especiais)로 나눈다.
- 일반 포르투 포도주: 3년 숙성한 포르투 포도주는 "스탠더드(standard)"로 여겨진다.
- 특별 범주: 나무 배럴에서 그보다 긴 시간 숙성한 포도주는 모두 특별범주에 포함되는데, 특별히 좋은 포도 산지에서 난 포도로 만들었거나, 기후조건에 따라 포도의 질이 특별히 좋은 해에 생산된 것이 특별 범주 포도주로 만들어진다.

### 일반 범주

#### 포르투 브랑쿠

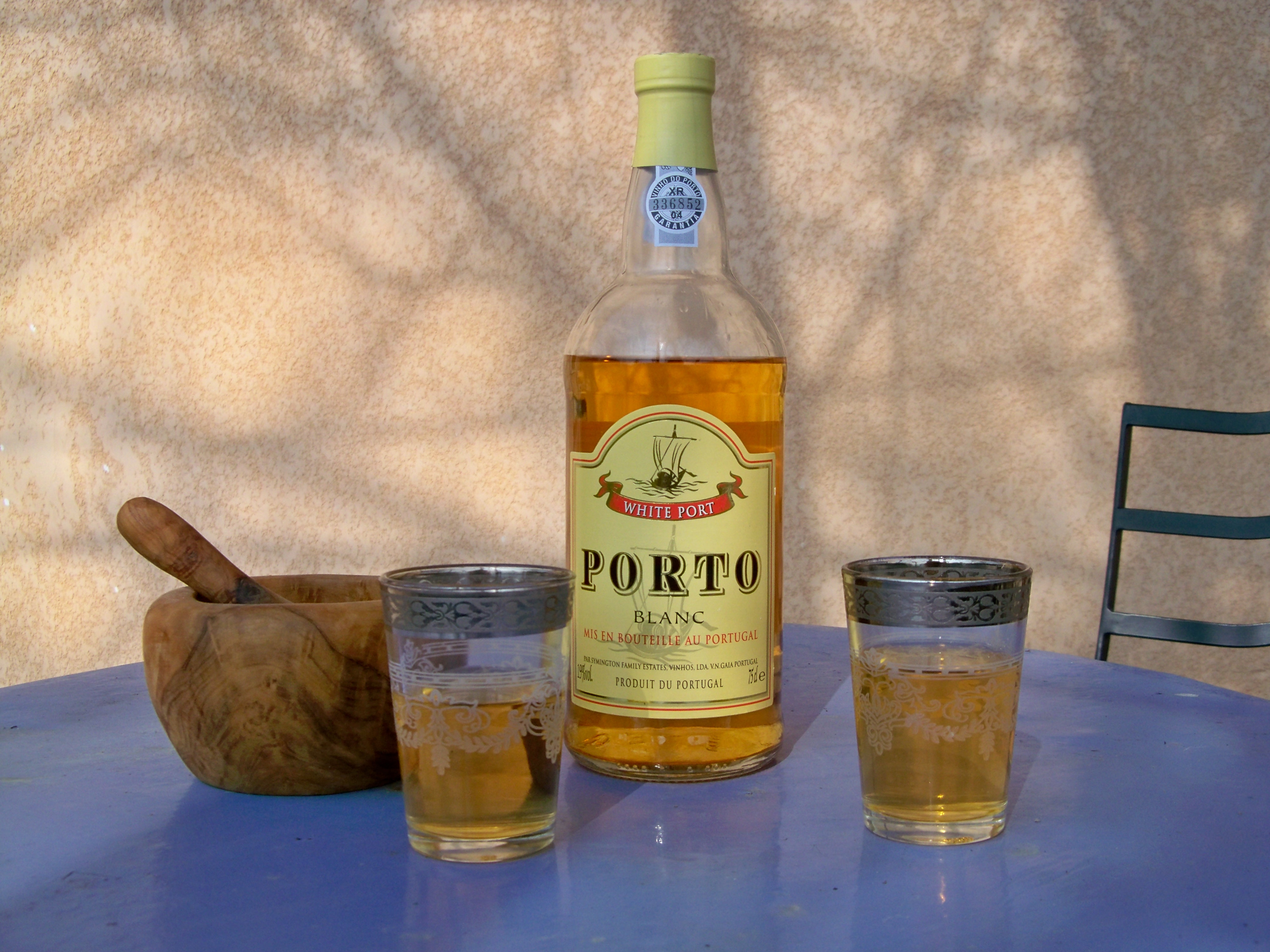
포르투 브랑쿠, 시밍턴

포르투 브랑쿠(Porto Branco)는 백포도주로, 포도껍질 없이 머스트를 발효하며, 발세이루(balseiro; 영어: tun 턴[*])라 불리는 커다란 (2만L급, 또는 그보다 큰) 참나무 배럴에서 발효한다.
숙성 기간이 3년 정도로 짧고 과일 향이 강한 스탠더드 백포도주가 많이 만들어진다. 포르투 백포도주를 나무 배럴에서 오랜 기간 숙성하면, 색깔이 점점 짙어져서 결국 겉모습만 보아서는 원래 적포도주였는지 백포도주였는지 알 수 없을 정도가 된다. 일반적인(3년 숙성한) 포르투 백포도주는 칵테일 베이스로 알맞으며, 그보다 오래 숙성한 것은 그대로 차게 마신다. 포르투 지역에서는 단맛이 강한 포르투 백포도주를 토닉 워터와 섞어 마시기도 한다.
포르투 포도주로는 유일하게 당도에 따라 분류한다. 달지 않은 세쿠(seco), 별로 달지 않은 메이우세쿠(meio-seco) 및 달콤한 도스(doce)가 있으나, 강화 포도주의 특성상 브랑쿠 세쿠도 어느 정도 단맛이 있다.

#### 포르투 루비

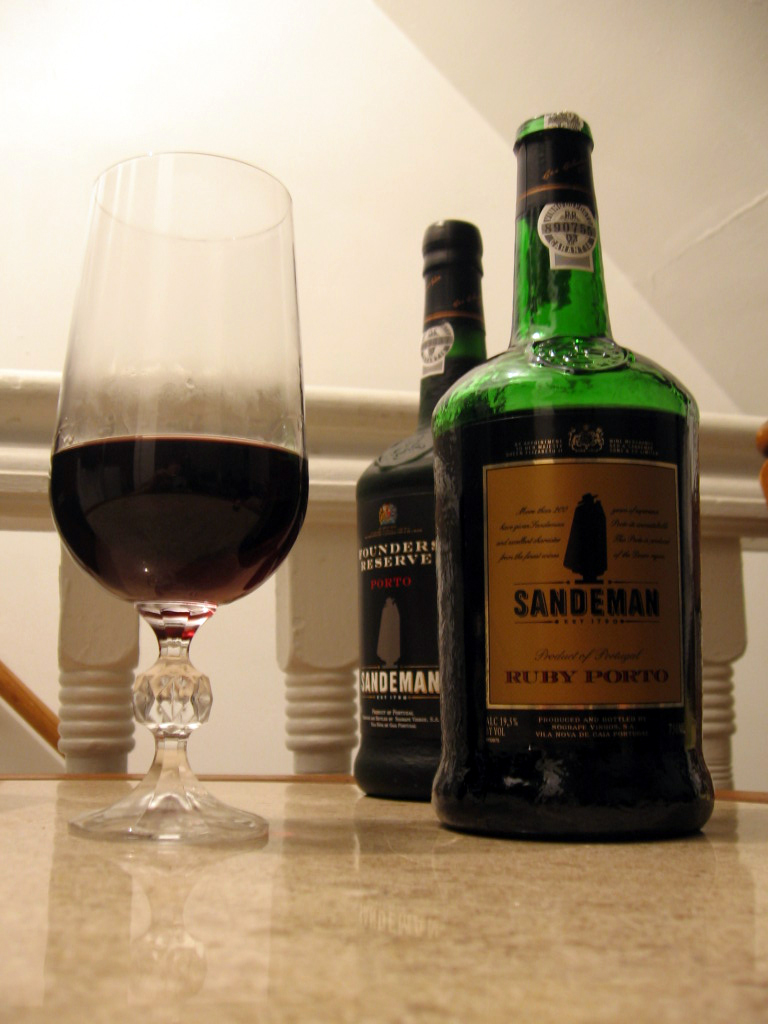
포르투 루비, 샌더먼

포르투 루비(Porto Ruby)는 적포도주로, 포르투 브랑쿠와 마찬가지로 발세이루에서 발효한다. (표면적/부피 비율이 낮아서) 나무와 비교적 적게 접촉하기 때문에 산화가 덜 일어나고, 그래서 보존 기간이 길다. 또한, 원래 모습이 그대로 유지되어 짙은 선홍색(루비색)을 띠며, 과일 향이 강하고 (베리나 자두 같은) 붉은 과일의 풍미가 있다.
품질에 따라 루비, 헤제르바, LBV, 빈티지로 나뉜다. 일반 루비는 가장 저렴하고 많이 생산되는 포르투 포도주로서, 발효가 끝나면 산화 숙성을 방지하고 선홍색과 과일 향을 유지하기 위해 콘크리트나 스테인리스강 탱크에서 보관하는 경우가 많다. 브랜드에 따라 여러 포도 품종을 블렌딩하는 경우도 많으며, 일반적으로 병에 담기 전에 청징과 냉여과를 거치고, 병에 담긴 뒤에는 시간이 지나도 숙성되지 않는다. 고품질 루비는 발세이루에서 4~6년간 숙성하며, 병에 담긴 뒤에도 시간이 지나면서 풍미가 더 좋아진다.

#### 포르투 토니

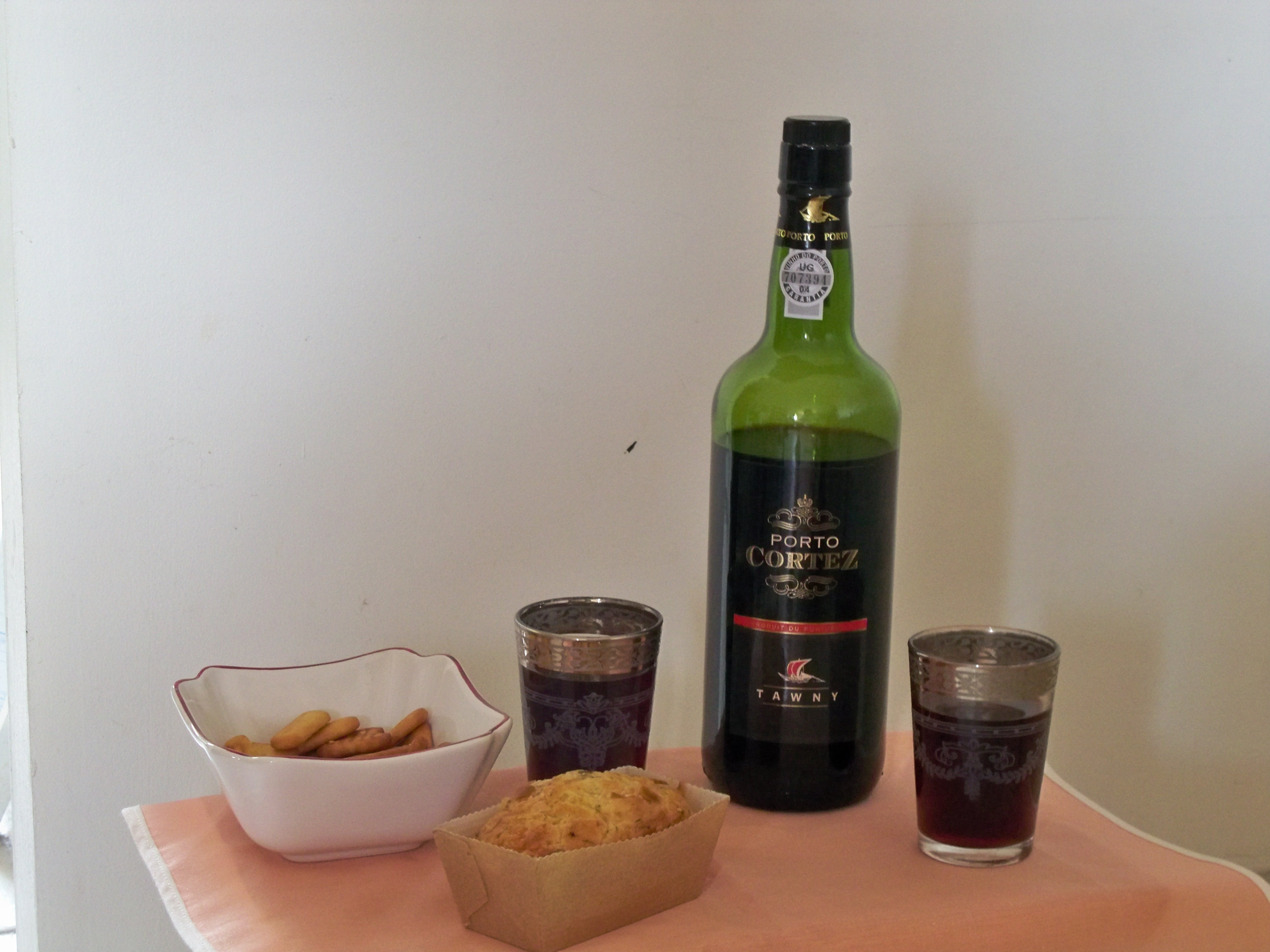
포르투 토니, 코르테스

포르투 토니(Porto Tawny)는 적포도주로, 포르투 루비와 같은 포도로 만들지만 발세이루에서는 2~3년만 숙성하고, 그 다음에는 550L급 오크통에서 숙성한다. 이로 인해 포도주가 나무와, 그리고 공기와 더 많이 접촉해 "숨 쉬게" 되며, 산화 숙성이 일어난다. 오래 숙성한 토니는 산화하면서 원래의 선홍색을 잃고 적갈색을 거쳐 점점 금빛을 띠다가 호박색과 같은 엷은 색을 띠게 되며, 호두나 아몬드 같은 견과류의 풍미를 지닌다. 시간이 지나며 향미가 더욱 풍부해지며, 견과류 향이 깊어지고 나무 향, 볶은 향, 커피 향, 초콜릿 향, 꿀 향 등을 얻는다. 달콤하거나 약간 달콤한 맛이 나는데, 식사 후 디저트 와인으로 마시기도 하며, 식사와 곁들여 마시기도 한다.
품질에 따라 토니, 헤제르바, 숙성 토니(10년산, 20년산, 30년산, 40년산), 콜례이타가 있다. 콜례이타를 제외한 토니는 오크통에서 숙성한 여러 가지 토니 포도주를 블렌딩해 만들기 때문에 라벨에 표기된 나이가 실제 숙성 기간은 아니며, 다만 해당 기간 숙성한 포도주의 풍미 특성을 보인다는 뜻이다. 포르투 브랑쿠(백포도주) 또한 같은 방식으로 생산할 수 있다.

### 특별 범주

#### 헤제르바

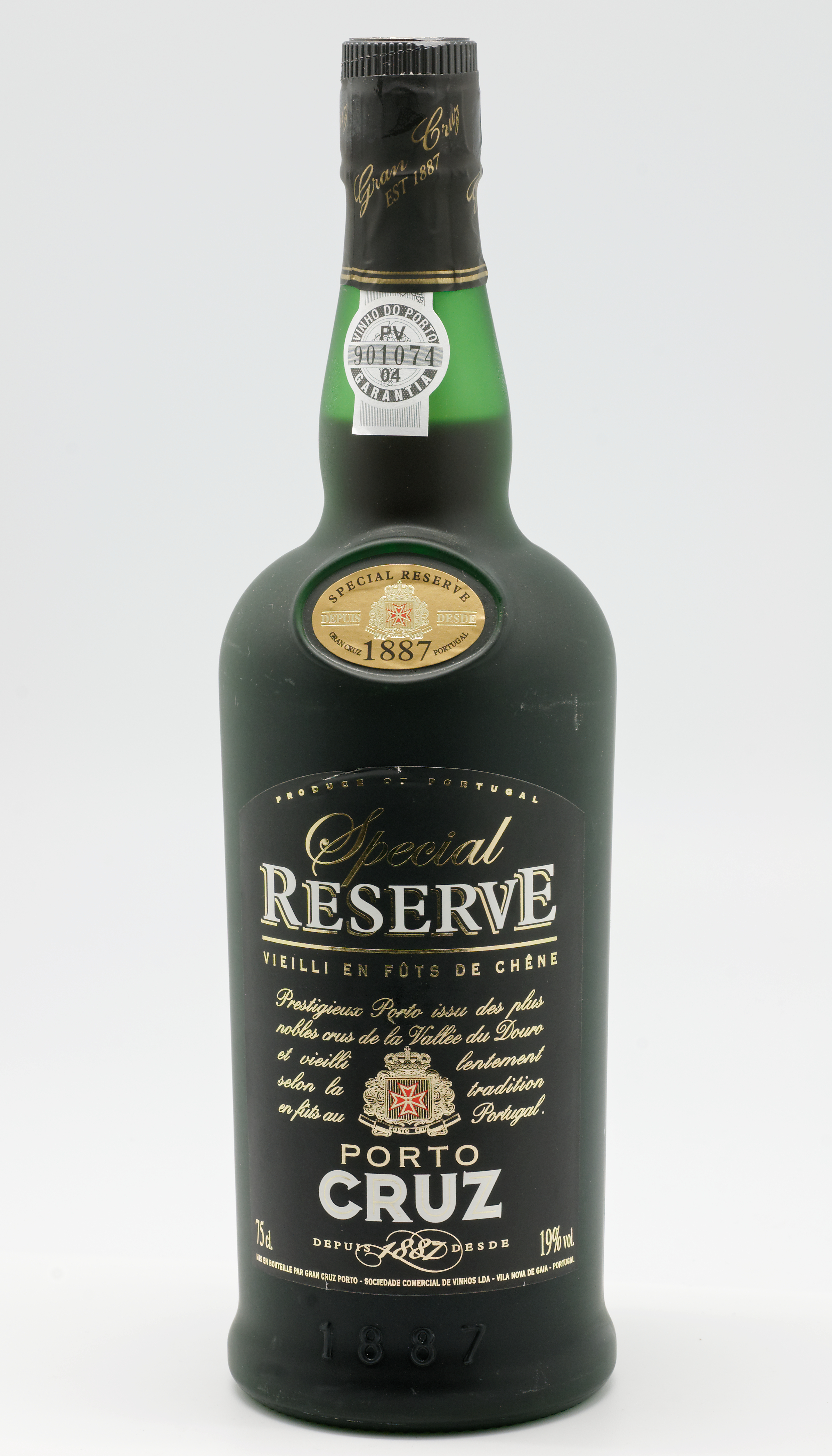
포르투 헤제르바, 크루스

포르투 헤제르바(Reserva)는 엄선된 고품질 포도로 만들어진다. 백포도주 또는 적포도주로, 보통 오크통에서 6년 숙성한 다음 병에 담는다. 주로 루비 포도주로 만드는데, 포르투·도루 포도주 연구소(IVDP)의 맛 평가단인 카마라 드 프로바도르스(Câmara de Provadores)의 인정 과정을 거친다. 토니 포도주나 백포도주로 만든 것은 "헤제르바 토니", "헤제르바 브랑쿠"로 따로 구분한다. 스탠더드 포르투 포도주와 마찬가지로 병에 담긴 뒤에는 시간이 지나도 숙성되지 않기 때문에, 세워 보관하며, 연 다음에는 적어도 여섯 달 안에 마셔야 한다. 헤제르바는 식전주로 내거나, 디저트 와인으로서 식후주로 내며, 식사 전에 마시는 경우 적포도주여도 차갑게 낸다.
- 헤제르바 루비: 어리고 과일 향이 강한 루비 적포도주로 만들어, 바디감이 있고 약간 떫다.
- 헤제르바 토니: 금빛을 띠는 적포도주로, 오크통에서 최소 7년을 숙성하기 때문에 신선한 과일 향 외에도 견과류 향, 볶은 향, 나무 향을 지니며, 아주 부드럽다.
- 헤제르바 브랑쿠: 백포도주를 오크통에서 최소 7년 숙성시켜 만들어, 황금색을 띠며 복합적인 풍미를 지닌다. 입안에서 향이 오래 남는다.

#### 빈티지

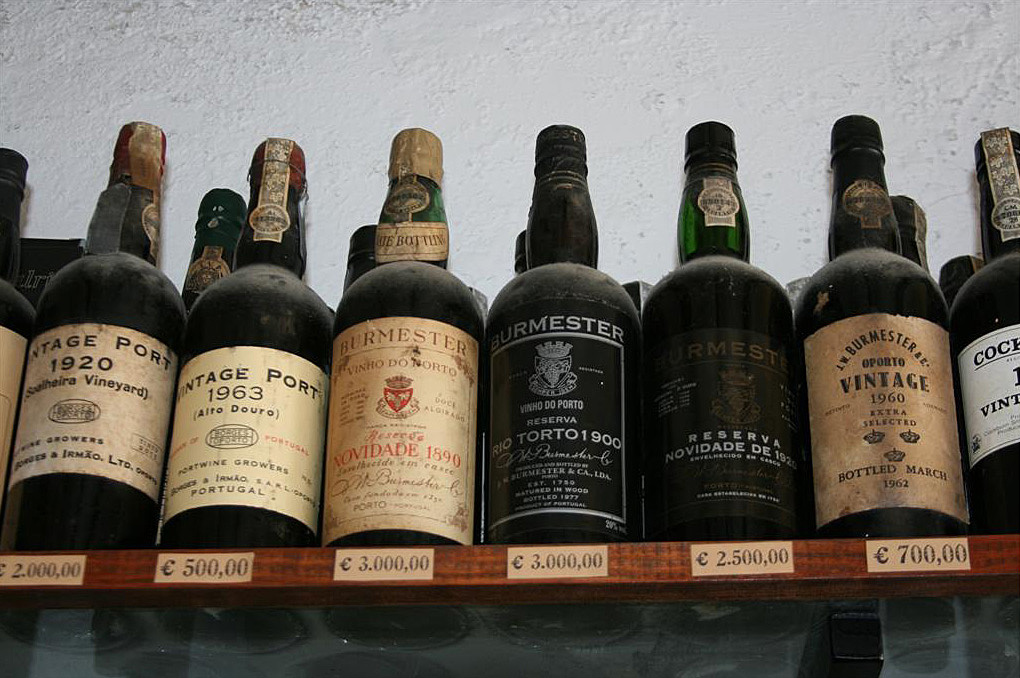
포르투 빈티지

포르투 빈티지(Vintage)는 최상품 포르투 포도주이다. 품질이 이례적으로 좋은 포도가 생산된 해에, 특정한 비냐(vinha) 한 곳에서 수확한 한가지 포도 품종으로 양조한다. 오크통에서 최대 2년 반의 숙성을 거친 뒤 병에 넣어 숙성하는데, 아주 오래 숙성할 수 있기 때문에 적어도 10~40년 정도 두었다가 마신다.
포르투 포도주의 "빈티지"는 특별한 의미를 지닌다. 일반 포도주의 "빈티지"는 그 포도주가 양조된 해를 뜻하지만, 최고의 해에 양조된 포도주만을 "빈티지"로 생산한다. 이는 보르도 포도주의 세컨드 와인과 대조되는 개념으로, 보르도 포도주 생산자들은 거의 해마다 빈티지 포도주를 만들지만, 포도 품질이 떨어지는 몇몇 해에는 세컨드 와인을 만든다. 반면 포르투 포도주의 경우, "빈티지 해"로 승인받은 해에만 포르투 빈티지가 양조되며, 포도주 생산량 중 빈티지는 포르투가 차지하는 비중은 오직 2%에 불과하다.
가을에 포도를 수확하면, 이듬해 봄에 "빈티지 해" 선정이 이루어진다. 어떤 해를 "빈티지 해"로 지정할 것인지는 포르투 포도주 제조사들이 결정하며, 포르투·도루 포도주 연구소(IVDP)에 표본을 보내 최종 승인을 받는다. 빈티지 선정은 가볍게 이루어지지 않으며, 경기침체기나 전쟁 시기에는 경제적 이유로 빈티지 선정이 이루어지지 않기도 했다. 평균적으로 10년에 3차례 정도 "빈티지 해"가 지정된다.

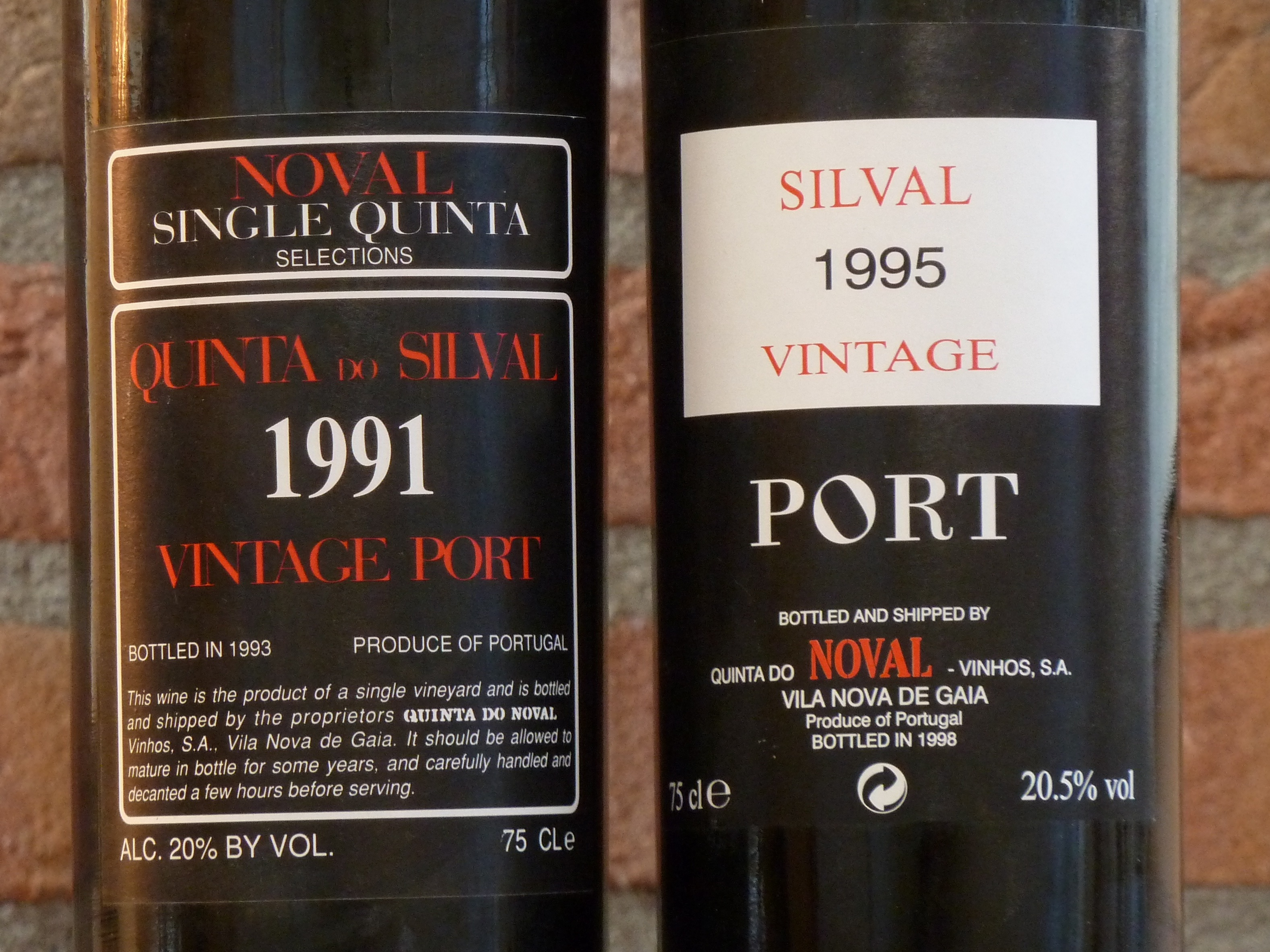
단일 킨타 빈티지, 킨타 드 노발

포도 품질이 적당히 좋은 해에는, 단일 킨타(quinta)에만 빈티지를 지정하기도 한다. 예를 들어, 1996년 테일러 사에서는 킨타 드 바르젤라스(Quinta de Vargellas)에, 다우사는 킨타 두 봉핑(Quinta do Bomfim)에 빈티지를 지정했다. 일반적인 포르투 빈티지는 여러 킨타에서 수확된 포도로 만드는 데 비해, 단일 킨타 빈티지는 "빈티지 해"로 지정될 만큼 전반적인 포도 품질이 좋지는 못한 해에 특별히 품질이 좋은 포도가 수확된 킨타에서 수확한 포도로 만든다. 이러한 단일 킨타 빈티지는 일반적인 빈티지보다 가격이 조금 낮게 책정된다. 테일러 사의 킨타 드 바르젤라스(Quinta de Vargellas)와 그레이엄 사의 킨타 두스 말베두스(Quinta dos Malvedos)가 대표적이다.
최근에는 단일 킨타 빈티지가 고급 포도주로 생산되기도 하는데, 도루 포도주 산지의 작은 제조사들이 생산한 포르투 포도주는 항상 단일 킨타에서 생산되며, 킨타 이름이 붙여진다. 킨타 두 크라스투(Quinta do Crasto)사가 대표적이다. 큰 제조사가 단일 킨타를 독립된 자회사로 두기도 하는데, 시밍턴 패밀리 에스테이트(Symington Family Estates) 사의 자회사인 킨타 두 베주비우(Quinta do Vesuvio)가 대표적이다. 킨타 두 베주비우는 작황이 좋지 않았던 1993년과 2002년을 제외하고는 거의 해마다 빈티지 지정이 이루어졌다.
양조 기술이 발달하고 날씨 예측이 정확해지면서, "빈티지 해"로 승인을 받는 해가 많아지고 있다. (2013년 기준) 지난 30년 동안은, 한 개나 두 개 포도주만 빈티지 승인을 받는 해가 있었으나 빈티지 승인이 아예 없었던 해는 없었다. 2011년은 생산자 대부분이 "빈티지 해" 승인을 받았는데, 강수량과 기온이 포도 재배에 이상적인 해였기 때문이다. 그 외에 빈티지 승인이 많이 이루어진 해는 2007년, 2003년, 2000년, 1997년, 1994년이 있다.

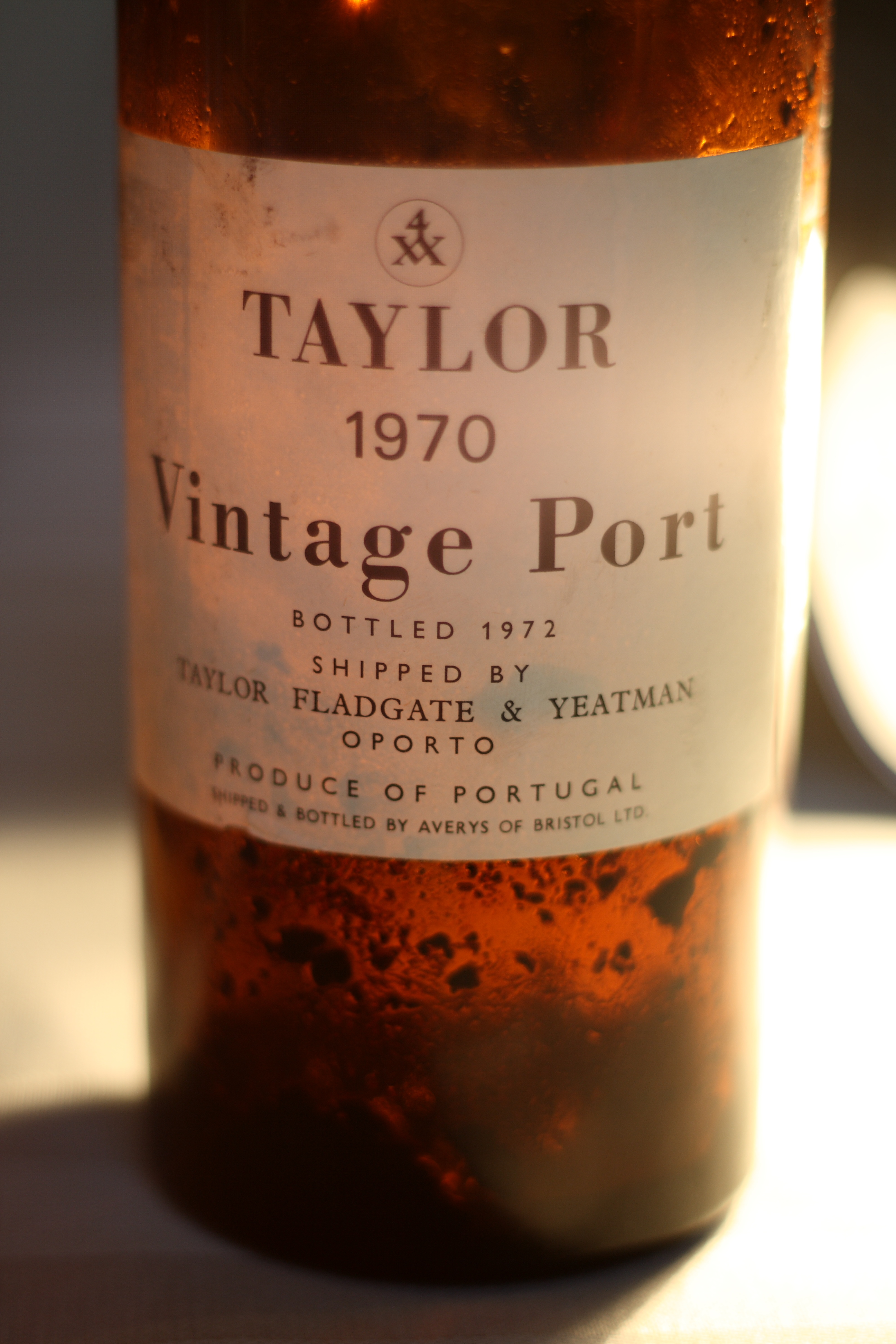
포르투 빈티지의 침전물, 테일러

포르투 빈티지는 식후주로만 내며, 아주 적은 양을 마신다. 장기간 숙성했지만 오크통에서 숙성한 시간은 2년에서 2년 반 정도로 아주 짧으므로, 짙은 적포도주색과 신선한 과일 향을 잃지 않는다. 병 안에서 숙성되면서 더 부드러워지며, 떪은 맛이 사라지고, 밸런스가 뛰어나고 복합적이며 독특한, 우아한 풍미를 지니게 된다. 오래 숙성한 포르투 빈티지는 고소한 향(볶은 향, 초콜릿 향, 카카오 향, 커피 향, 엽궐련 상자 향 등), 향신료 향(계피 향, 후추 향) 및 과일 향을 지닌다고 알려져 있다. 19세기에 양조된 포르투 빈티지가 아직 최상의 상태를 유지하는 일이 드물지 않으며, 아직 판매되고 있는 가장 오래된 포르투 빈티지는 1815년에 페헤이라 사에서 양조한 것이다. 포르투 빈티지 특유의 복합적인 풍미는 병 안에서 포도 잔류물이 계속해서 천천히 분해되면서 만들어지는데, 이 때문에 마실 때는 꼭 디캔팅 과정을 거쳐야 한다.

#### LBV
포르투 LBV는 포르투 루비의 특성(짙은 붉은색과 과일 향)을 보이는 포도주로, 품질이 이례적으로 좋은 단일 연도에 수확한 포도로 양조하며, 발세이루에서 4~6년 숙성한다. 두문자어 LBV는 "레이트 보틀드 빈티지(late bottled vintage)를 줄인 것으로, 이는 이 포도주가 처음에는 포르투 빈티지로 생산하기 위해 양조 되었으나 수요 부족으로 병에 담기기 전 발세이루에서 오랜 시간을 보내는 방식으로 만들어졌기 때문에 붙은 이름이다. 포르투 LBV는 오랜 기간의 병 숙성을 거치지 않지만, 포르투 빈티지와 어느 정도 유사한 특성을 보이는데, 이는 발세이루에서 어느 정도 산화 숙성을 거치기 때문이다.
이처럼 "우연히" 만들어졌기 때문에, 여러 포르투 포도주 생산자가 LBV 자사 기원설을 주장한다. LBV 스타일 포르투 포도주에 대한 가장 오래된 기록은 더 와인 소사이어티의 1964년 봄 카탈로그에 등장하는데, 영국에서 병입된 폰세카사의 킨타 밀리에우 1958년, 1964년산 포도주가 언급되어 있다. 1962부터 포르투갈에서 포르투 LBV가 생산되었다. 영국의 테일러 사 또한 1965년에 첫 포르투 LBV를 생산했고, 이것이 1970년에 영국 시장에서 출하되었다.
포르투 LBV는 발세이루에서 4~6년 숙성한 뒤 병에 담기 전에 여과하는 것과 여과하지 않는 것이 있다. 여과한 LBV는 병에 담은 뒤에는 숙성이 크게 진행되지 않기 때문에 병입 후 바로 열어 마셔도 좋으며, 디캔팅 없이 마실 수 있다. 포르투 빈티지보다 바디감이 가볍다.
여과하지 않은 포르투 LBV의 경우 빈티지만큼이나 병 안에서 장기 숙성이 가능하며, 이 경우 블라인드 시음에서 포르투 빈티지와 거의 구분되지 않는다. 여과하지 않은 LBV는 코르크 마개 위에 플라스틱을 덧대지 않고 생산하기 때문에, 뉘어 보관해야 한다. 오픈 후 디캔팅 과정을 거쳐야 마실 수 있으며, 디캔팅 후에는 수일 안에 마셔야 한다. 최근에 생산된 것은 병에 "여과하지 않은" 또는 "병 숙성" 등의 표기가 되어 있으며, 2002년에 관련 규제가 생기기 전에는 "전통적인" 등의 표기를 사용했으나 현재는 이러한 표기가 허용되지 않는다. 2002년 이후 "병 숙성"이라 표기된 포르투 LBV의 경우, 출시 전 3년 이상의 병 숙성 기간을 거친다.

#### 숙성 토니

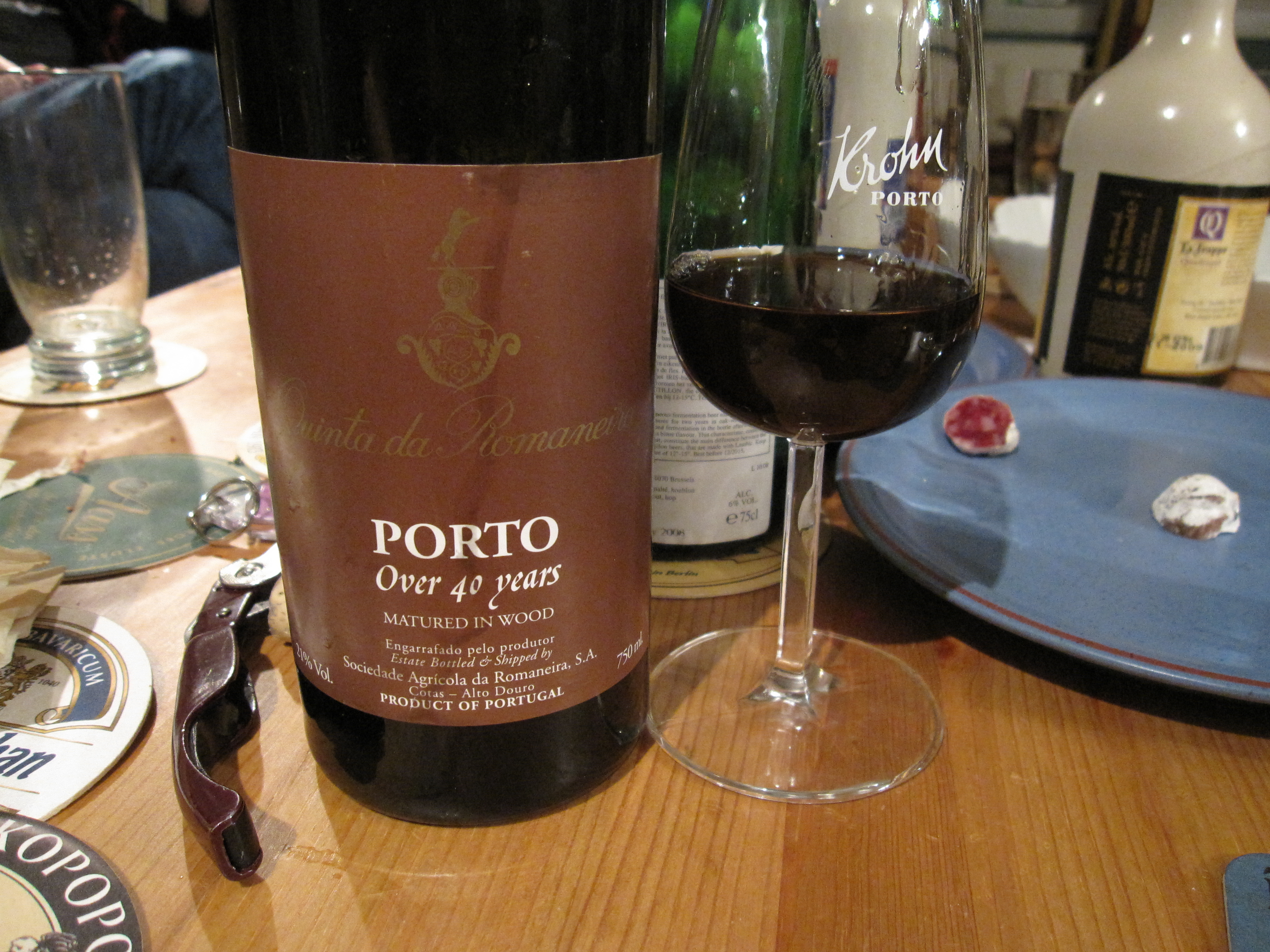
포르투 토니 40년산, 킨타 다 로마네이라

포르투 토니 인벨례시두(Tawny envelhecido)는 나이를 표기한 포르투 토니로서, 10년산, 20년산, 30년산, 40년산이 있다. 오크통에서 각각 10년, 20년, 30년, 40년 이상씩 숙성하며, 나이가 많을수록 고급품이다. 산화 숙성이 일어나기 때문에 오래 숙성할수록 색이 엷어지며, 꿀 향, 계피 향, 초콜릿 향, 나무 향 등의 복합적인 향미를 얻는다.

#### 콜례이타

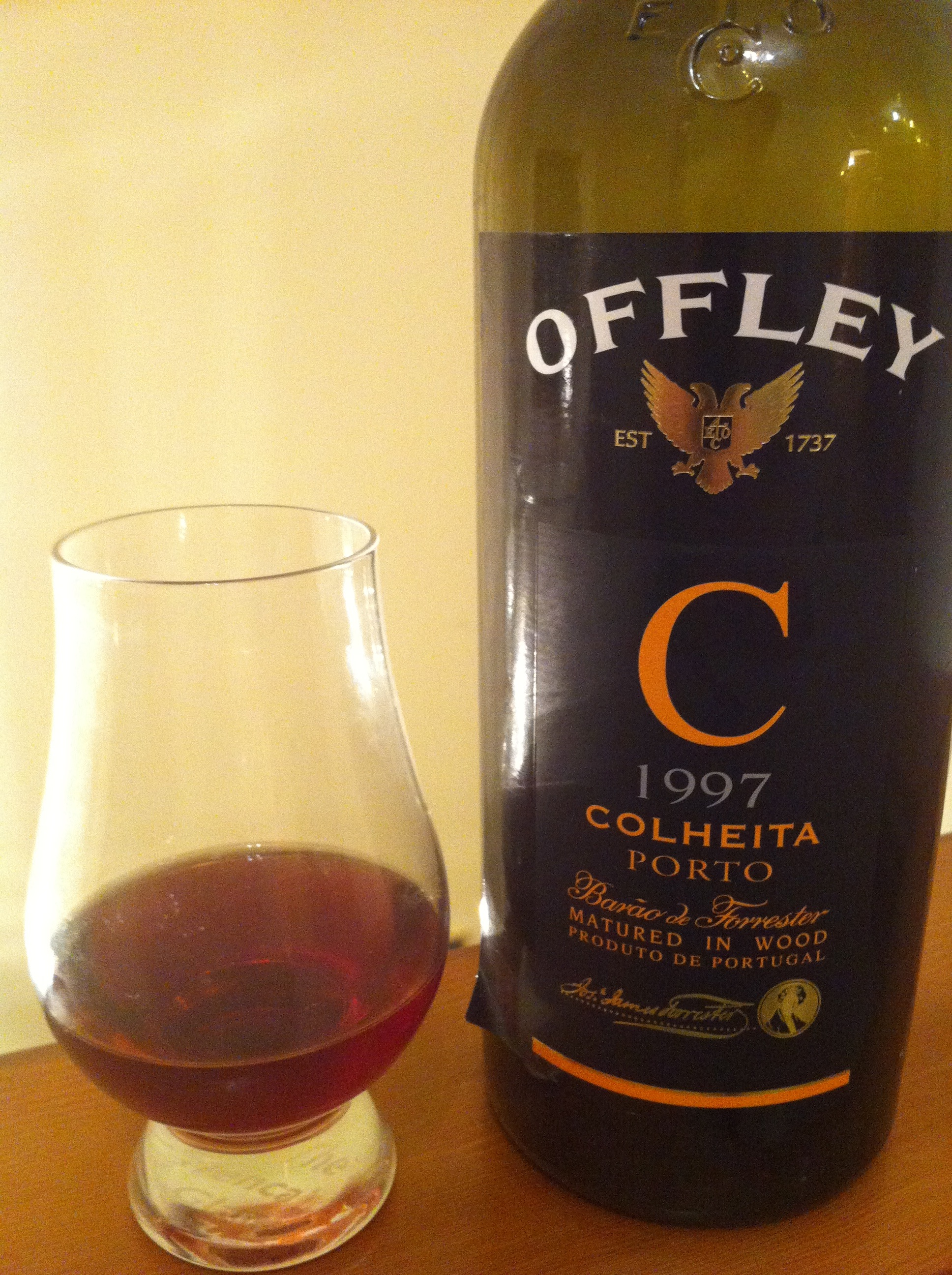
포르투 콜례이타, 오플리

포르투 콜례이타(Colheita)는 포도 품질이 아주 좋은 해에 수확된 단일 수확 연도 포도로 생산하는 고품질 포도주로, 오크통에서 7년 이상, 보통 12년 정도 숙성한다. 토니 10년산, 20년산과 비슷한 풍미 특성을 보이지만, 향미가 더 풍부하고 우아하다. 병에는 숙성 기간 대신에 제조 연도가 표기된다. 포르투 빈티지가 18개월 정도만 오크통에서 숙성하고 병 속에서 천천히 숙성되는 것과 달리, 콜례이타는 병에 넣기 전 오크통에서 길게는 20년 이상 숙성하기도 한다. 산화 숙성을 거치는 동안, 어린 포도주의 과일 향과 신선한 향이 견과류 향, 고소한 향, 나무 향 등으로 변화하며 복합적이고 관능적인 향미가 생긴다. 색깔은 점점 엷어져 거의 호박색에 가까운, 황금빛 띠는 갈색이 되는데, 아주 오래된 콜례이타에서는 녹색 빛이 돌기도 한다. 포도 품질이 이례적으로 좋았던 1994산 콜례이타가 유명하다. 백포도주가 콜례이타로 생산되기도 한다.

#### 크러스티드
포르투 크러스티드(Crusted)는 여러 빈티지 해에 생산된 포도주를 블렌딩한 것으로, 병에 담기 전 여과를 거치지 않아 포르투 빈티지와 마찬가지로 부유물(또는 "크러스트")이 생겨 오픈 후 디캔팅이 필요하다. 병에 표기하는 해는 포도 수확 연도가 아니라 병입 연도이다. 병 안에서 숙성이 일어나지만, 블렌딩 시 포르투 빈티지보다 일찍 마실 수 있도록 노력을 기울인다. 또한, 시장에 나오기 전 적어도 3년 이상 숙성하게 되어 있지만 제조사 대부분이 그보다 훨씬 긴 기간 숙성한 뒤 판매를 시작하여, 소비자가 구매 후 바로 오픈해 마셔도 되는 경우가 많다.

#### 가하페이라
포르투 가하페이라(Garrafeira)는 흔치 않은 포르투 포도주로, 단일 수확 연도에 생산된 포도를 오크통에서 산화 숙성한 뒤, 봉봉(bon-bon)이라 불리는 11L급 암녹색 유리 카보이에서 환원숙성해 생산한다. 포르투·도루 포도주 연구소(IVDP)는 오크통에서 3~6년 숙성한 뒤 카보이에서 적어도 8년 이상 숙성한 뒤 것을 가하페이라로 인정한다. 보통은 카보이 숙성 기간이 그보다 훨씬 길다. 니포르트 사에서 가장 많이 생산한다.

## 보관과 서빙
다른 모든 포도주와과 같이 포르투 포도주 또한 너무 춥지도 덥지도 않고 온도가 일정한 어두운 장소에 보관되어야 한다. 또한 코르크로 봉인되어 있을 경우 특히 눕혀서 보관되어야 한다.
화이트 포르투 포도주의 경우 약 15~20℃정도의 상대적으로 차가운 온도에 의해 서빙되며, 포르투 토니또한 일반적인 포도주와과 비교하여 좀 더 시원한 온도에 서빙된다.
여과되지 않은 포르투 포도주의 경우 (빈티지 포르투, LBV 등)은 바닥에 침전물이 있기 때문에 반드시 디캔딩을 해야 하며, 이 과정에서 포도주가 공기화 접촉되어 맛이 개선되기도 한다.
디켄딩 하기 전에 병을 흔드는 등 침전물을 건드릴 경우 침전물이 다시 가라앉는데 시간이 오래 걸리게 되어 적시에 마시지 못하게 될 수 있다. 그렇기 때문에 병을 딸 때도 주의가 필요한데, 나무 손잡이가 있는 데워진 쇠를 이용하여 병을 개봉하는 것이 그것이다. 데워진 쇠를 병 목에 몇 초가 대고 있다가 얼음이나 냉각된 타월을 병 목에 대면 순간적으로 병 목에 금이 가서 깔끔하게 분리된다. 이를 통해 일반적인 포도주 오프너를 사용하는 것 보다 훨씬 더 병을 건드리지 않는 상태로 포도주를 오픈할 수 있다. 이를 깔끔하게 하기 위해서는 숙련된 기술이 필요하며, 이후에도 침전물이나 유리 조각이 남아 있지 않도록 포도주를 디켄딩하는 것이 중요하다. (이러한 방식은 샴페인을 오픈할 때도 사용된다)
포르투 포도주의 경우, 여과되지 않은 일반 포도주들 보다 개봉 후에도 오랫동안 변하지 않고 마실 수 있으나, 여전히 최대한 빠른 시간에 소비하는 것이 권장된다. 토니, 루비, 그리고 LBV 포르투는 개봉 후에서 몇 달간 보관할 수 있는데, 이것은 이들이 이미 오랜 시간동안 배럴에서 숙성되어 충분히 산화되었기 때문이다. 올드 빈티지의 포르투 포도주들은 개봉 후 몇 일 이내에 마시는 것이 좋지만 어린 빈티지의 포르투 포도주는 몇 주간도 보관 가능하다.

## 포르투 포도주의 화학 성분
숙성된 포르투 포도주는 핑크빛을 띠는 페놀성 화확물질인 portosins (vinylpyranoanthocyanins)과 oxovitisin A, oxovitisin (pyranoanthocyanin의 한 종류) 등을 포함하고 있다.

## 같이 보기
- 마데이라 포도주
- 셰리